# Caponina tijuca
Caponina tijuca är en spindelart som beskrevs av Norman I. Platnick 1994. Caponina tijuca ingår i släktet Caponina och familjen Caponiidae. Inga underarter finns listade.